# Ze.tt
ze.tt war ein eigenständiges Onlinemagazin des Zeitverlags für junge Erwachsene, das im Juli 2015 gegründet wurde. Seit Oktober 2020 ist ze.tt ein Ressort von Zeit Online.

## Geschichte
Die Website wurde am 27. Juli 2015 gestartet. Zielgruppe sind Personen zwischen 16 und 35 Jahren. Die Redaktion legt in ihrer täglichen Berichterstattung einen Schwerpunkt auf die Themen Feminismus, Inklusion und Gleichberechtigung.  Um die inhaltliche Ausrichtung auch sprachlich zu stützen, führte die damalige stellvertretende Redaktionsleiterin Marieke Reimann 2016 geschlechtergerechte Sprache ein, die ze.tt hauptsächlich durch das Gender-Sternchen kennzeichnet.
Im Oktober 2018 startete Reiman ein eigenständiges Ostdeutschland-Ressort, mit dem Ziel, der Einseitigkeit in der Berichterstattung über Ostdeutschland etwas entgegenzusetzen und den Alltag der Menschen von Mecklenburg bis Thüringen zu zeigen.
Reimann entwickelte zudem ze.tt gr.een, das erste Paid-Community-Modell eines Generation-Y-Mediums, das als Paid-Content-Angebot am 20. Januar 2020 startete. Am 23. Juni 2020 wurde bekanntgegeben, dass ze.tt im Herbst 2020 ein Ressort von Zeit Online und das Paid-Content-Angebot ze.tt gr.een eingestellt wird. Am 1. Oktober 2020 wurde aus ze.tt ein Ressort von Zeit Online, am 15. Dezember ging die neue Internetseite online.

## Werbekonzept
ze.tt nutzte von Beginn an die Werbeform Native Advertising, bei der Werbebeiträge optisch und inhaltlich nur schwer von redaktionellen Beiträgen zu unterscheiden sind. Die Werbebeiträge wurden von nicht-redaktionellen ze.tt-Mitarbeitern für Werbekunden verfasst und im ze.tt-ähnlichen-Layout durch ein eigens dafür gegründetes Branded-Content-Team veröffentlicht. Sie wurden nicht als Werbung oder Anzeige bezeichnet, sondern als „Sponsored Post“ gekennzeichnet.

## Redaktion
Die eigenständige Redaktion wurde zunächst von Sebastian Horn geleitet. Marieke Reimann wurde am 1. Juli 2016 stellvertretende Redaktionsleiterin von ze.tt und am 1. Januar 2018 Chefredakteurin. Reimann holte den vormaligen ze.tt-Mitarbeiter Mark Heywinkel von der Bild-Zeitung zurück und machte den Journalisten zum 1. März 2018 zum stellvertretenden Redaktionsleiter. Seit 1. Oktober 2020 leitet Tessa Högele das ze.tt-Ressort von Zeit Online.
Der Redaktionssitz befindet sich in Berlin-Mitte.

## Geschäftsführung
Geschäftsführer der ze.tt GmbH waren Rainer Esser und Christian Röpke.